# Les Enfants du chaos
Les Enfants du chaos (Founder's Mutation) est le 2e épisode de la saison 10 de la série télévisée X-Files. Dans cet épisode, Mulder et Scully enquêtent sur le suicide d'un scientifique qui travaillait pour un étrange scientifique.

## Résumé
Au siège de Nugenics Technology, le chercheur Dr Sanjay arrive au travail dans un état troublé, entendant un mystérieux bruit aigu dans sa tête. Lors d'une réunion du personnel, le bruit devient si écrasant qu'il s'enfuit et s'enferme dans une salle de serveurs, où il commence à supprimer frénétiquement des données. Désespéré d'arrêter le bruit, il enfonce un ouvre-lettre dans son tympan et dans son cerveau, se suicidant. Avant de le faire, il écrit quelque chose sur la paume de sa main gauche.
Avec les X-Files maintenant rouverts par le FBI, les agents réintégrés Fox Mulder et Dana Scully sont envoyés pour enquêter sur l'incident. Recevant peu de coopération de Nugenics, Mulder vole le téléphone portable de Sanjay et contacte la dernière personne qu'il a appelée. Dans un bar de Washington, il rencontre un homme du nom de Gupta, l'amant secret de Sanjay. Gupta dit à Mulder que Sanjay avait exprimé sa crainte que ses « enfants » ne meurent. Pendant ce temps, Scully effectue l'autopsie de Sanjay et trouve les mots « mutation du fondateur» écrits sur sa paume gauche » - une référence au propriétaire reclus de Nugenics, le Dr Augustus Goldman, connu des employés sous le nom de « fondateur ». En fouillant l'appartement de Sanjay à Dupont Circle, les agents découvrent plusieurs photographies d'enfants horriblement défigurés. La police arrive et Mulder est soudainement submergé par le bruit aigu qui a affligé Sanjay. Le son transmet en quelque sorte le message « trouvez-la » à Mulder.
Lors de la présentation de leurs conclusions au directeur adjoint Walter Skinner, Mulder et Scully sont informés que l'affaire a été classée afin d'apaiser le ministère de la Défense, qui a des liens avec Goldman et Nugenics. En privé, cependant, il dit aux agents de continuer. En observant des images d'oiseaux qui affluaient près du bâtiment Nugenics au moment de la mort de Sanjay, Mulder pense que le bruit est une fréquence normalement inconnue des humains. Citant la réticence de Nugenics à participer à l'enquête, les agents se rendent à l'hôpital où Scully travaille afin de trouver Goldman, qui se trouve être l'un des plus grands donateurs de l'hôpital. Ils sont approchés par une jeune femme nommée Agnès, qui exprime le désir de partir et affirme que son enfant à naître est anormal. Dehors, Mulder et Scully discutent de la possibilité que Goldman fasse des expériences sur des femmes enceintes pour The Project, et se souviennent de leur fils William , qui reste caché. Plus tard, Scully a un fantasme de vivre avec William, montré comme un adolescent allant à l'école, ayant un accident et ayant des yeux noirs extraterrestres ressemblant à des lézards.
Les agents reçoivent l'autorisation de rencontrer Goldman, qui prétend mener des recherches sur des enfants souffrant de maladies génétiques débilitantes. Lors d'une visite de son établissement, ils assistent à une confrontation au cours de laquelle l'un de ses patients fait bouger des objets par eux-mêmes. Peu de temps après, ils apprennent qu'Agnès a été heurtée et tuée par une voiture, son fœtus ayant mystérieusement disparu. Les agents interrogent ensuite la femme de Goldman, Jackie, qui a été confinée dans un asile d'aliénés et prétend que son mari la garde contre son gré. Elle se souvient d'un incident au cours duquel sa jeune fille est tombée dans une piscine et on pensait qu'il s'était noyé après avoir passé dix minutes immergé. Sautant dans l'eau, Jackie a été choquée de trouver sa fille respirant normalement sous l'eau. Réalisant que Goldman l'avait expérimentée pendant sa grossesse, elle s'est enfuie mais a détruit sa voiture. Attaquée par le bruit — la tentative de son enfant à naître de communiquer avec elle par télépathie — Jackie a ouvert son utérus avec un couteau de cuisine; le bébé s'est échappé et a été présumé mort.
À l'aide d'images de sécurité, Mulder et Scully découvrent qu'un concierge de Nugenics travaillant à un étage directement sous Sanjay a réagi étrangement au moment précis de son suicide. Ils se rendent au domicile éloigné du concierge, Kyle Gilligan, et sont confrontés à sa mère adoptive. Mulder est à nouveau frappé d'incapacité par le bruit. Remarquant une volée d'oiseaux à proximité, Scully localise rapidement Kyle, l'oblige à s'arrêter et le met en garde à vue. Kyle révèle qu'il a tué Sanjay involontairement et demande à rencontrer sa sœur, qui est l'un des sujets de test de Goldman. Kyle est emmené au laboratoire de Goldman, où il est présenté avec une fille que Goldman prétend être sa sœur. Cependant, Kyle se rend vite compte que la fille est un leurre et non sa vraie sœur, et il court dans le couloir où il rencontre le patient furieux de plus tôt - sa vraie sœur, Molly. Après s'être parlé par télépathie, les frères et sœurs utilisent leurs capacités pour repousser les agents. Utilisant le bruit, ils tuent Goldman et fuient le bâtiment Nugenics.

## Accueil

### Audiences
Les Enfants du chaos a été regardé par 9,67 millions de téléspectateurs. Il a obtenu une note de 3,2 sur l'échelle de Nielsen dans la tranche démographique des 18 à 49 ans (les cotes Nielsen sont des systèmes de mesure d'audience qui déterminent la taille de l'audience et la composition de la programmation télévisée aux États-Unis), ce qui signifie que l'épisode a été vu par 3,2 pour cent. de toutes les personnes âgées de 18 à 49 ans qui regardaient la télévision au moment de la diffusion de l'épisode.

### Accueil critiques
Alex McCown de The A.V. Club a passé en revue les trois premiers épisodes de la renaissance et leur a décerné collectivement un B +. Bien qu'il se soit largement moqué de l'épisode d'ouverture de la saison, La vérité est ailleurs, il a fait valoir que la saison « corrige immédiatement le cours » avec Les Enfants du chaos de Wong ; il a qualifié l'épisode « intelligent » et « dérangeant » de « solide retour à la forme ». Il a estimé que le dialogue de l'épisode permettait au public de se rappeler « ce que nous aimons chez ces personnages et pourquoi ils fonctionnent si bien ensemble ». Darren Franich de Entertainment Weekly a attribué à l'épisode un « B », arguant que Les Enfants du chaos est « amusant pour les fans de la série » et RogerEbert.com a écrit que Les Enfants du chaos « mélange parfaitement la mythologie du spectacle (y compris l'enfant de Mulder et Scully) avec une intrigue moderne ». Kaly Soto du New York Times attribue à l'épisode une critique favorable, notant qu'il lui a donné « la foi dans cette nouvelle itération » et louant la performance d'Anderson en particulier : « Gillian Anderson fait un travail impeccable pour imprégner Scully d'un sens de chagrin pour William, sa voix cassante et ses expressions lentes et fatiguées ». Matthew Chernov de Variety écrit que contrairement au premier épisode, la chimie entre Mulder et Scully « semble beaucoup plus proche des plaisanteries ludiques auxquelles nous sommes habitués du bon vieux temps » et que le scénario « permet à Gillian Anderson de faire certains des meilleurs travaux de la série jusqu'à présent ».